# Энтов, Револьд Михайлович
Рево́льд Миха́йлович Э́нтов (род. 23 марта 1931 года, Киев) — советский и российский экономист, доктор экономических наук (1977), профессор (1980), академик РАН (с 1994 года). Специалист в области финансовой теории, американист.

## Биография
Окончил экономический факультет Харьковского государственного университета им. А. М. Горького (1954). В 1960 году окончил аспирантуру Института мировой экономики и международных отношений АН СССР и защитил кандидатскую диссертацию «Рост правительственной задолженности и проблемы развития государственного кредита США в послевоенный период» (1961). В 1977 году защитил докторскую диссертацию по политической экономии («Проблемы движения цен в условиях современного капитализма: на примере США»). 31 марта 1994 года избран действительным членом РАН в секцию международных отношений.
Научный сотрудник Института мировой экономики и международных отношений (с 1961) и Института экономики переходного периода (с 1996). Преподаёт на экономическом факультете МГУ (с 1969) и в Высшей школе экономики (с 1993; в настоящее время — председатель учебно-методического совета НИУ ВШЭ). Является заведующим кафедрой системного анализа экономики ФИВТ МФТИ.

## Научная деятельность
Научная специализация: теория финансов, история экономических учений, макроэкономика, финансы и кредит, денежное обращение и российские рынки капитала, эконометрика, экономика переходного периода; финансовая экономика.
Член редакционного совета изданий: «Мировая экономика и международные отношения», «Экономика и математические методы».

## Основные работы
- Государственный кредит США в период империализма. — М.: Наука, 1967. — 341 с.
- Козлова К. Б., Энтов Р. М. Теория цен. — М.: Мысль, 1972.
- Механизм экономического цикла в США (1978) (соавтор и соредактор).
- Модель экономики США (1985) (соавтор и ответственный редактор).
- Экономический цикл в США (70-е — начало 80-х гг.) (1985) (соавтор и ответственный редактор).
- «Распределение богатства» Дж. Б. Кларка и формирование макроэкономического анализа. — В кн.: Кларк Дж. Б. Распределение богатства. — М.: Экономика, 1992. — C. 426−447.
- Развитие российского финансового рынка и новые инструменты привлечения инвестиций. М., 1998.
- Радыгин А. Д., Энтов Р. М. Корпоративное управление и защита прав собственности: эмпирический анализ и актуальные направления реформ. / ИЭПП, Научные труды. #36. — М.: ИЭПП, 2001.
- Радыгин А. Д., Энтов Р. М. «Провалы государства»: теория и политика // Вопросы экономики. 2012. № 12.

## Награды
- Лауреат Государственной премии СССР в области науки (1977, совместно с др.) за 2-томную монографию «Политическая экономия современного монополистического капитализма» (1975)
- Лауреат премии Адама Смита (1999)
- Лауреат премии «Золотая вышка» (2004)
- Орден «За заслуги перед Отечеством» IV степени (2012)